# Pulvinifer macrostomum
Pulvinifer macrostomum är en plattmaskart. Pulvinifer macrostomum ingår i släktet Pulvinifer och familjen Diplostomatidae. Inga underarter finns listade i Catalogue of Life.